# 沈黙の脱獄
『沈黙の脱獄』（ちんもくのだつごく、原題:Today You Die）は2005年公開のアメリカ映画。米国ではMAPPによりR（17歳以下の入場には保護者同伴）の指定がかかっている。日本では、スティーヴン・セガール主演の"沈黙シリーズ"の第10弾（『暴走特急』をカウントして）の作品である。

## ストーリー
犯罪者の金品を盗み貧しい人々にそれらを与える義賊、ハーラン・バンクス。そんな彼も恋人ジェイダを愛するうち泥棒から足を洗うことを決意、第二の人生を始めるためラスベガスへ一緒に向った。そして、地元の有力者マックス・スティーヴンスの経営する警備会社の運転手に就職する。初仕事の日、カジノの売上金輸送のため取引先に向かったが、なんと同行した上司のブルーノはそこでカジノの警備員を射殺、輸送するはずだった大金を奪いハーランを脅して車を運転させ逃走。警察の包囲網を掻い潜り逃走する中で負傷、ハーランは気を失う。そして気がつくといつの間にか警察署に連行されており、雇い主のマックスが殺害されたことを知らされ、カジノ強盗のみならず、マックス殺害も自分の仕業だとされてしまった。記憶を失い冤罪で刑務所に収監されることになったハーランは獄中で自分がこうなったのはある陰謀があることを知る。そしてそこに収監されている黒人ギャングのアイス・クールとともに脱獄を計画、ブルーノらに復讐しようとする。

## キャスト
俳優の横のカッコ内はDVD日本語吹替キャスト。
- ハーラン・バンクス - スティーヴン・セガール[2][3]（大塚明夫）[1]

義賊。しかし、稼業から足を洗おうとする。
- アイス・クール - アンソニー・“トレッチ”・クリス[2]（相沢正輝）[1]

黒人ギャング。
- レイチェル - サラ・バクストン[2][3]（田中敦子）[1]

刑事。麻薬捜査課。
- ジェイダ - マリ・モロウ[2][3]（杉本ゆう）[1]

ハーランの恋人。予知夢を見れる。
- サンダース - ニック・マンキューゾ[2][3]（稲葉実）[1]

刑事。
- ブルーノ - ロバート・ミアノ[2][3]（浦山迅）[1]

初老の男。ハーランと組んだ。
- マックス・スティーヴンズ - ケヴィン・タイ[2][3]（宝亀克寿）

地元の有力者。警備会社を経営している。
- ヴィンセント - ジェミー・マクシェーン[3]

マックスの部下。
- バーテンダー - サイフ・アル・ジャイディ
- タガート - ジェームス・ブラット・ライス[3]
- ジョン・ウィスター[3]
- ローレンス・ターナー[3]

## DVD
ワーナー・ホーム・ビデオより2006年6月23日リリース。